# St. Gallus (Küdinghoven)

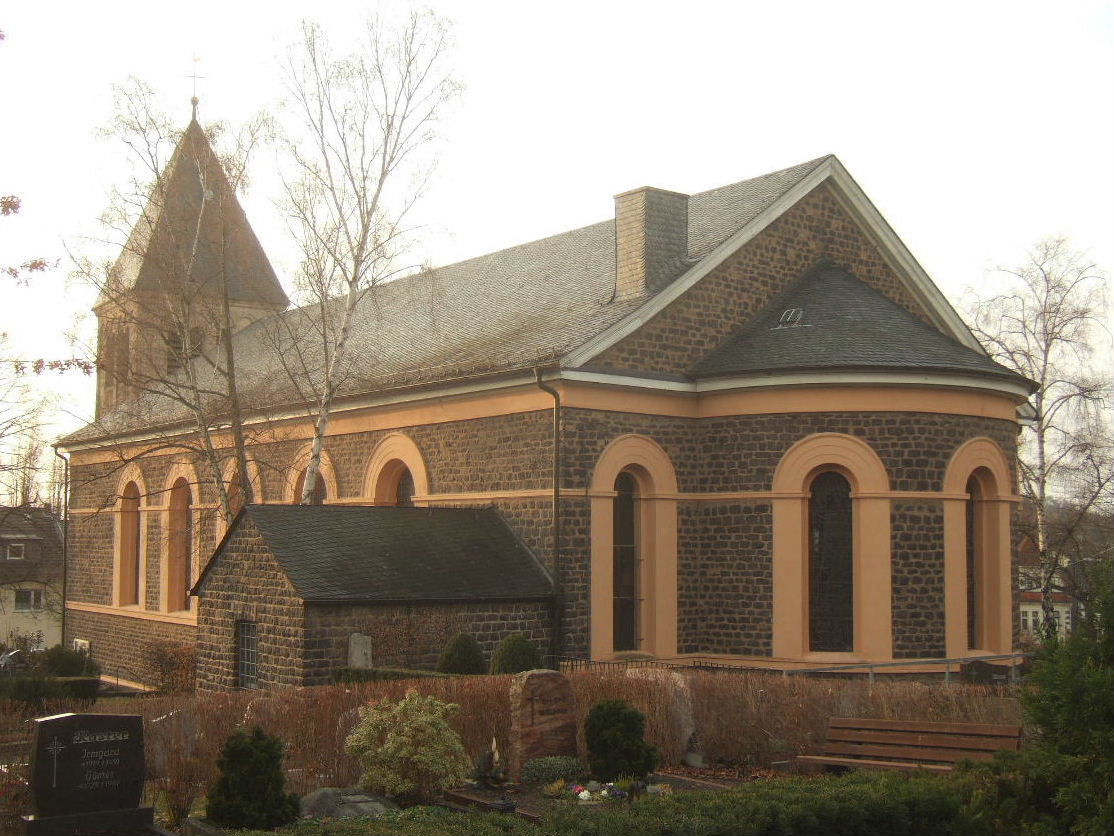
St. Gallus zu Küdinghoven

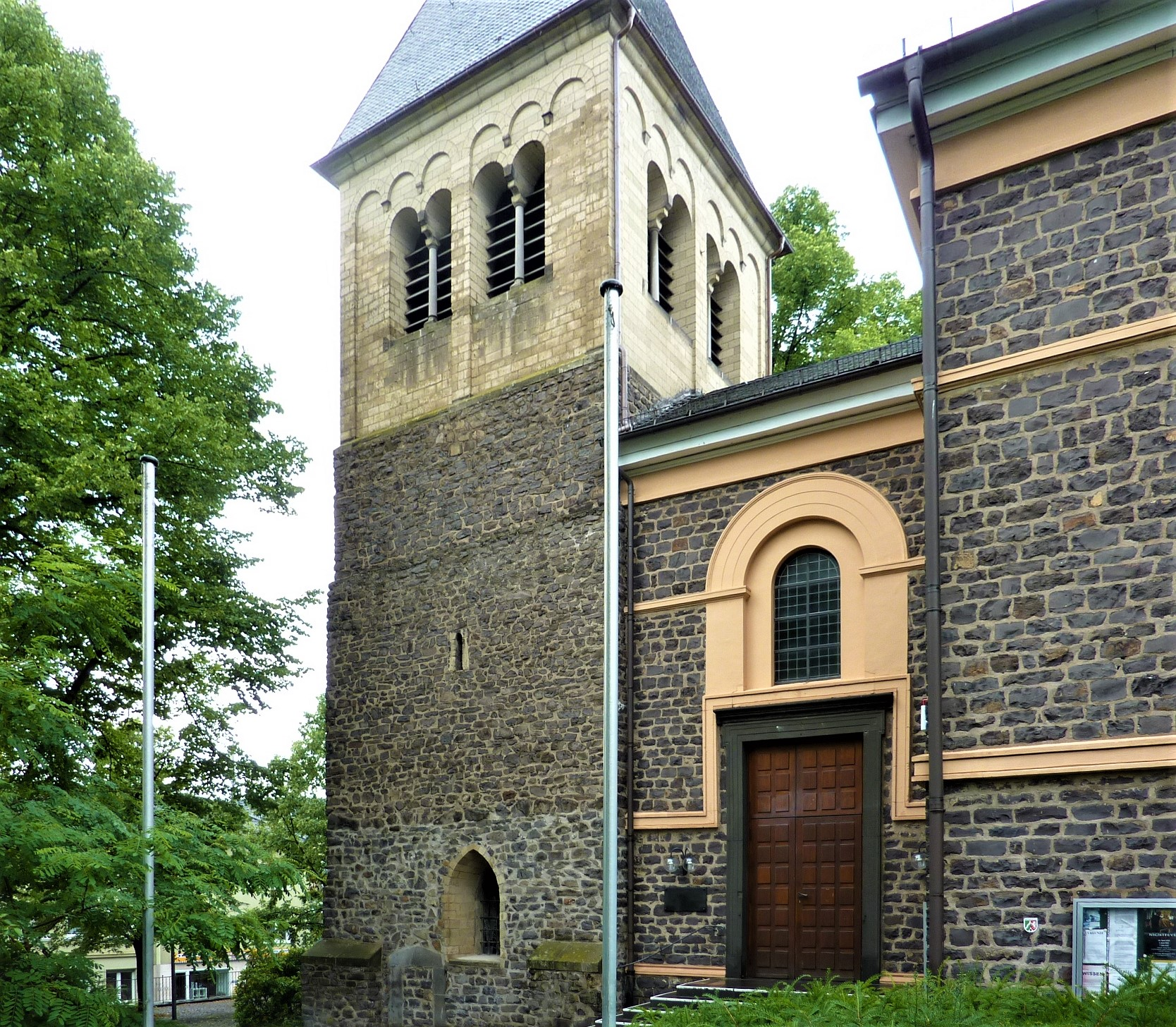
Der romanische Turm

St. Gallus ist die römisch-katholische Pfarrkirche von Küdinghoven, einem Bonner Ortsteil im Stadtbezirk Beuel. Von der romanischen Kirche zeugen noch die Untergeschosse des Kirchturms. Das Kirchengebäude steht als Baudenkmal unter Denkmalschutz.

## Geschichte
Der Besitz der ursprünglich den thebäischen Märtyrern geweihten Kirche durch das Stift Vilich wurde 1144 durch Konrad III. urkundlich bestätigt. Daher muss zu diesem Zeitpunkt schon von dem Vorhandensein einer Kirche in Küdinghoven ausgegangen werden. Der in den beiden Untergeschossen aus Basaltbruchstein gemauerte ehemalige Chorturm wird dem 12. Jahrhundert zugerechnet und lässt sich in die Gruppe von Chortürmen im Umfeld der dem Stift Vilich inkorporierten Pfarrkirchen einordnen. Diesem Turm mit Chorraum und Apsis schloss sich im Westen ein kleines Kirchenschiff an. Um 1680 erfolgte der Wechsel des Patroziniums von den thebäischen Märtyrern zum heiligen Gallus hin. Wegen des schlechten Zustands des Sakralbaus plante des Stift Vilich noch im ausgehenden 18. Jahrhundert einen Neubau der Kirche, der jedoch wegen der Aufhebung des Stifts im Zuge der Säkularisation 1803 zunächst nicht ausgeführt wurde. 1795 hatte das Stift zum letzten Mal einen Pfarrer für St. Gallus ernannt.
Am 13. Juni 1843 konnte schließlich der Grundstein für eine neue Kirche gelegt werden. Der Entwurf stammte von Landesbaudirektor Christoph Hehne und wurde von Karl Friedrich Schinkel überarbeitet. Da das Gelände für eine Vergrößerung nach Westen keinen Platz bot, erfolgte sie östlich des Chorturms, damit wurde der Turm vom Ost- zum Westturm. Am 19. Oktober 1845 erfolgte die Weihe der neuen Kirche, eines klassizistischen Saalbaus. 1897 wurde dem Turm sein Obergeschoss abgenommen und eine neue neoromanische Glockenstube aus Tuffstein aufgesetzt. Eines der Kirchenportale wurde verschlossen und außen mit einem Kreuz von Karl Schollmayer versehen, welches ab 1950 im Schwurgerichtssaal des Landgerichts Bonn gehangen hatte.

## Orgel
Die Orgel wurde 1981 durch die Firma Johannes Klais Bonn erbaut. Sie besitzt zwei Manuale und 25 Register, eine mechanische Spiel- und eine elektrische Registertraktur. Die Disposition ist wie folgt:
| I Hauptwerk C–g3 |                  |       |
| 1.               | Principal        | 8′    |
| 2.               | Offenflöte       | 8′    |
| 3.               | Octave           | 4′    |
| 4.               | Rohrflöte        | 4′    |
| 5.               | Superoctave      | 2′    |
| 6.               | Larigot          | 1 ⁄3′ |
| 7.               | Mixtur V         |       |
| 8.               | Cornett V (ab a) |       |
| 9.               | Trompete         | 8′    |

| II Schwellwerk C–g3 |                           |        |
| 10.                 | Rohrgedackt               | 8′     |
| 11.                 | Salicional (C-H in Nr.10) | 8′     |
| 12.                 | Vox coelestis (ab c0)     | 8′     |
| 13.                 | Principal                 | 4′     |
| 14.                 | Nasard                    | 2 ⁄3′  |
| 15.                 | Blockflöte                | 2′     |
| 16.                 | Terz                      | 1 3⁄5′ |
| 17.                 | Scharff III-IV            |        |
| 18.                 | Cromorne                  | 8′     |
| 19.                 | Hautbois                  | 8′     |
|                     | Tremulant                 |        |

| Pedal C–f1 |                  |     |
| 20.        | Subbass          | 16′ |
| 21.        | Octavbass        | 8′  |
| 22.        | Gedackt          | 8′  |
| 23.        | Choralbass       | 4′  |
| 24.        | Rauschpfeife III |     |
| 25.        | Posaune          | 16′ |

- Koppeln: II/I, I/P, II/P
- Spielhilfen: 2 freie  Kombinationen, Tutti

## Glocken
Der Turm trägt vier Glocken. Die älteste von ihnen ist die Gallusglocke, die im Jahre 1673 von Johannes Bourlet aus Jülich gegossen wurde. Vermutlich gab es noch eine größere Glocke aus dem gleichen Guss, die im Ersten Weltkrieg vernichtet wurde. Die Gallusglocke kam wieder nach Küdinghoven zurück. Im Jahre 1922 goss die Glockengießerei Weule drei sehr große Eisenhartgussglocken, von denen die größte die alte Inschrift der großen Bourlet-Glocke von 1673 trägt:
JOANNES V BOCK ABT UND HERR Z S SEGNET MICH
JOANNES HEISCHE ICH
FREYHERR V BAUR Z FRANKENBERG AMBTMANN NAHMET MICH
WILHELM MEINA MARGARETHA VON GEFFERTZHAGEN ABBATISSA Z FIELICH HOITZ S I + + + KLASSENS +
JOANNES BOVRLET ME FECIT ANNO D 1673
| Nr. | Name      | Gussjahr | Gießer, Gussort             | Durchmesser (mm) | Masse (kg, ca.) | Schlagton (HT-1/16) | Inschrift |
| --- | --------- | -------- | --------------------------- | ---------------- | --------------- | ------------------- | --- |
| 1   | Johannes  | 1922     | Friedrich I.Weule, Bockenem | 1.750            | 2.000           | d1 +2               | siehe oben |
| 2   | Herz Jesu | 1922     | Friedrich I.Weule, Bockenem | 1.580            | 1.600           | f1 +2               | IN HONOREM SANCTISSIMAE EUCHARISTIAE COR JESU GRATISSIME, MISERERE NOBIS! (Zu Ehren der Hl. Eucharistie, des erhabenen Herz Jesu, erbarme dich unser!)                                                                 |
| 3   | Maria     | 1922     | Friedrich I.Weule, Bockenem | 1.280            | 900             | g1 −6               | IN HONOREM BEATAE MARIAE VIRGINE DIGNARE ME LAUDARE TE VIRGO SANCTA! (Zu Ehren der hl. Jungfrau Maria, würdige mich Dich zu loben, hl. Jungfrau.)                                                                      |
| 4   | Gallus    | 1673     | Johannes Bourlet, Jülich    | 880              | 430             | h1 −7               | IN HONOREM SANCTI GALLI PATRONI ECCLESIAE JUSTUS UT PALMA FLOREBIT! (Zu Ehren des hl. Gallus, Schutzpatron der Kirche, gerecht wie eine Palme wird er blühen.) JOHANNES BOURLET ME FECIT (Johannes Bourlet goss mich.) |